# Terpentijnboom
De terpentijnboom (Pistacia terebinthus) is een plant uit de pruikenboomfamilie (Anacardiaceae). Een verwante soort is de pistache (Pistacia vera). De terpentijnboom groeit in het Middellandse Zeegebied op ruige, rotsachtige plekken. In het Oude Testament wordt de boom terebint (Hebreeuws: אילון) genoemd.
Het is een struik of kleine boom die tot 5 m hoog wordt. De grijze stengels bevatten veel hars. De bladeren zijn heldergroen, circa 10 cm lang en leerachtig. Ze zijn oneven geveerd.
De bloemen zijn groen tot purperkleurig en vormen pluimen. De vruchten zijn aanvankelijk rood, maar worden later bruin.

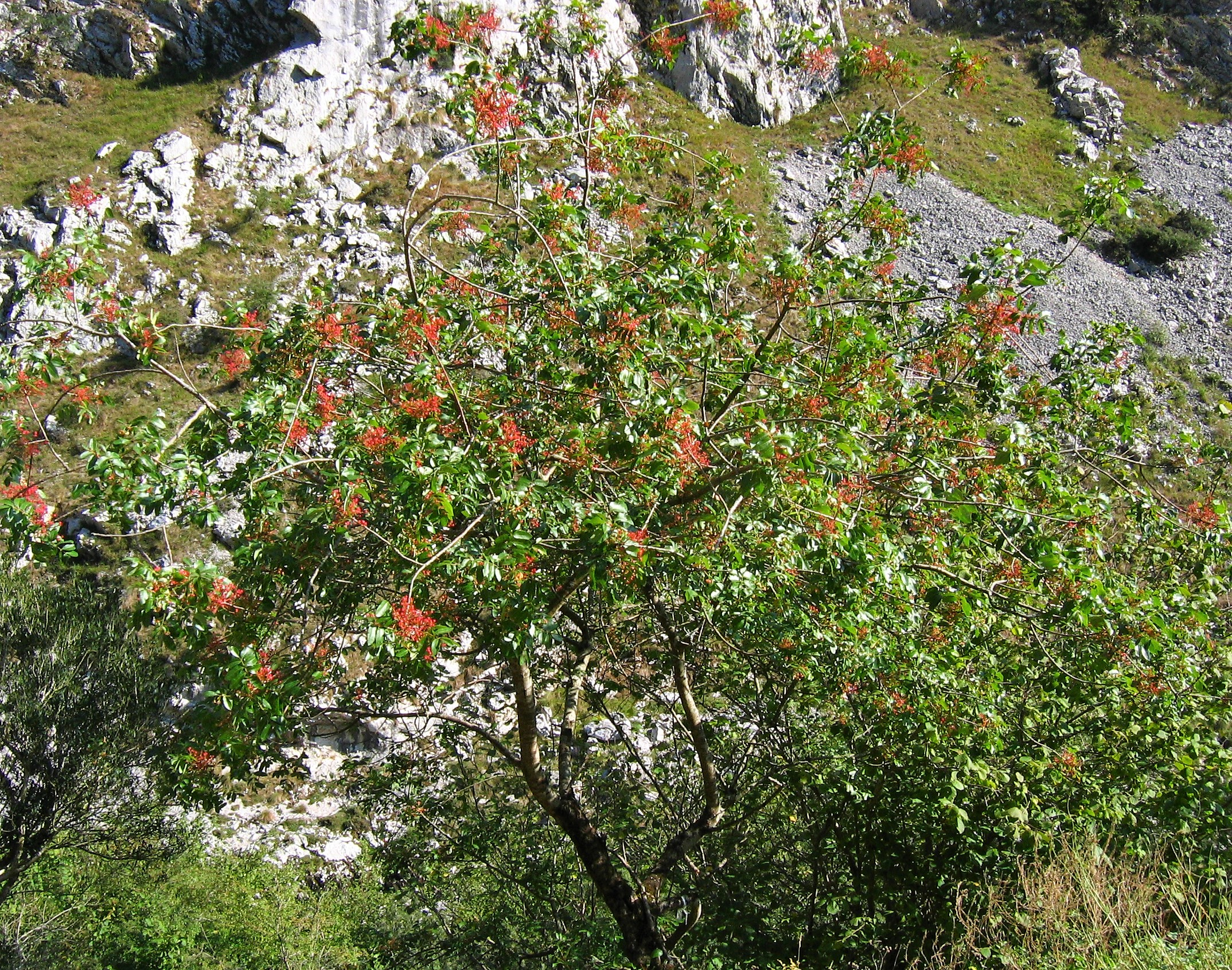
Volgroeid exemplaar